# Riter inom katolska kyrkan
Katolska kyrkan utgörs av 23 riter i sakramental enhet med påven och därmed hela kyrkan. Dessa består av 5 eller 7 så kallade ritfamiljer som brukar delas in i två kategorier - de västliga (de latinska riterna) och östliga/orientaliska (övriga riter). Denna kategoriindelning görs både av sekulärhistoriska skäl. såväl som av kyrkojuridiska skäl. Nedan återges de olika riterna grupperade inom dessa kategorier, efter ritfamilj.

## Västlig rit

### Latinska ritfamiljen
Ritfamiljen med flest medlemmar är den latinska som leds direkt av påven.
Normerande liturgiskt språk: Latin
ledare (patriark): Biskopen av Rom (påven)
denna ritfamilj består av följande riter:

### Stiftsriter
- Romersk rit (den vanligaste katolska riten i Västeuropa, Nord- och Sydamerika, Oceanien och östra delen av Asien). Sedan 14 september 2007 existerar två versioner av den romerska riten parallellt:
  - ordinarie form - vanligast inom romersk rit från 1970 och framåt [4]
  - extraordinarie form - allenarådande från 1570 till 1969 inom romersk rit.[5]
- Mozarabisk rit (vissa platser i Spanien)
- Ambrosiansk rit (ärkestiftet Milano, Italien)
- Bragansk rit (stiftet Braga, Portugal)

### Ordensriter
(ordensriterna, som saknar geografisk koppling, räknas normalt inte med då man talar om 23 riter)
- Dominikansk rit (får användas av dominikanpräster)
- Karmelitisk rit (karmelitpräster)
- Kartusiansk rit (kartusianpräster)

### Övriga riter
- (Anglikansk-katolsk rit, äv. "Anglican Use"- denna rit är en modifiering av den anglikanska riten, vilket tillåter konvertiter från Anglikanismen att behålla sin liturgiska tradition. Den är i stort en folkspråksversion av romerska ritens extraordinarie form) Denna räknas inte till de 23 riterna.

## Östliga riter

### Antiokenska ritfamiljen
Den antiokenska ritfamiljen är en familj av riter inom Katolska kyrkan med syriska som liturgiskt språk, ursprungligen använd i patriarkatet av Antiochia. Här ingår de västsyriska riterna: syrisk rit och (syro-)malankaresisk rit. Vissa räknar även de östsyriska riterna (kaldeisk rit och (syro-)malabarisk rit) till denna familj. Även maronitisk rit räknas ibland som antiokensk, och sorterar då in under den västsyriska subkategorin.

#### Västsyriska riter

##### Syriska riter
- Syrisk rit (Syrien), språk: syriska; ledare: Syrisk-katolske patriarken av Antiochia
- (syro-)Malankaresisk rit (Indien), språk: västsyriska; ledare: Metropoliten av Trivandrum för syro-malankareserna

##### Maronitiska riter[6]
- Maronitisk rit (Libanon), språk: Arameiska; ledare: Maronitiske patriarken av Antiokia

#### Östsyriska (Assyro-kaldeiska) riter[6]
- Kaldeisk rit (Irak), språk: Syriska; ledare: Patriarken av Babylon för kaldeerna
- (syro-)Malabarisk rit (Indien), språk: Syriska, ledare: Stor-ärkebiskopen av den (syro-)malabariska riten

### Armeniska ritfamiljen
- Armenisk rit (Armenien), språk: Klassisk armeniska; ledare: Patriarken av Kilikien för armenierna

### Bysantinska ritfamiljen

#### Riter medkyrkslaviskasom liturgiskt språk
- Vitrysk rit (Vitryssland)
- Bulgarisk rit (Bulgarien), ledare: Apostoliske exarken för katoliker av den Bysantinsk-slaviska riten i Bulgarien
- Kroatisk rit (Kroatien), ledare: Biskopen av Križevci
- Ruthensk rit (Ukraina), ledare: Bysantinsk-katolske biskopen av Mukatjeve
- Slovakisk rit (Slovakien), ledare: Bysantinsk-katolske biskopen av Prešov
- Ukrainsk rit (Ukraina), ledare: Stor-ärkebiskopen av Lviv för ukraniarna
- Rysk rit (Ryssland), ledare: Apostoliske ryske exarken

#### Riter medgrekiskasom liturgiskt språk
- Grekisk rit (Grekland), ledare: Apostoliske exarken för katoliker av bysantinsk rit i Grekland
- Italo-albansk rit (vissa platser i Italien), ledare: lokal latinsk biskop
- Melkitisk rit (Syrien, Libanon, Israel), ledare (patriark): Grekisk-melkitiske patriarken av Damaskus
- Ungersk rit (Ungern), ledare: Biskopen av Hajdudorog, Apostolisk administratör av Miskolc

#### Rit med rumänska som språk
- Rumänsk rit (Rumänien), ledare: Ärkebiskopen av Fagaras och Alba Julia

### Alexandrinska ritfamiljen
Den alexandrinska ritfamiljen används i de kyrkor som härstammar från patriarkatet i Alexandria och utgörs idag av koptisk rit och etiopisk rit, som brukas av bland annat koptisk-katolska kyrkan respektive etiopisk-katolska kyrkan. 

#### Rit medkoptiskasom liturgiskt språk
- Koptisk rit (Egypten), ledare: Koptisk-katolske patriarken av Alexandria

#### Rit medge'ezsom liturgiskt språk
- Etiopisk (abessinsk) rit (Etiopien och Somalia), ledare: Ärkebiskopen av Addis Abeba för etiopierna